# زداع فرعي
تورنيرا فرعية أو زداع فرعي أو تورنيرا سوبولاتا (بالإنجليزية: Turnera subulata)‏ هو نوع من الشجيرات المزهرة من فصيلة اللآلامية، والمعروفة بأسماء شائعة مثل زهرة الحوذان البيضاء والنغت الكبريتي وزهرة السياسي والترنيرا ذاكن العينين، والنغت الأبيض. على الرغم مما توحي به أسمائها إلا أنها ليست مرتبطة بزهرة الحوذان أو النغت. هي نبتة تستوطن أمريكا الوسطى والجنوبية، من بنما جنوبًا إلى البرازيل. وهي معروفة في العديد من الأماكن الأخرى كنوع مُستقدم، مثل ماليزيا وإندونيسيا والعديد من جزر المحيط الهادئ ومنطقة الكاريبي وفلوريدا في الولايات المتحدة.
تُزرع التورنيرا الفرعية عادة كزهرة حديقة، ولكن بسبب قدرتها العالية على التكيف، يُعرف أيضًا باسم حشيشة الحديقة.

## الاسم العلمي
يتكون اسم تورنيرا سوبولاتا (بالإنجليزية: Turnera subulata)‏ من جزأين يعكسان الأصل العلمي والتصنيفي للنبات:

#### تورنيرا(بالإنجليزية:Turnera)‏
- يشير إلى الجنس الذي ينتمي إليه النبات.
- الاسم مأخوذ من عالم النبات البريطاني ويليام تورنر (بالإنجليزية: William Turner)‏، المعروف باسم "أبو علم النبات الإنجليزي"، تكريمًا له.

#### سوبولاتا(بالإنجليزية:subulata)‏
- يشير إلى النوع داخل الجنس تورنيرا.
- الاسم "سوبولاتا" مشتق من الكلمة اللاتينية سوبولاتا (باللاتينية: subula)‏، التي تعني "الإبرة"، في إشارة إلى الشكل الضيق والمدبب لبعض أجزاء النبات، مثل الأوراق أو السيقان أو الزهور.

بالتالي، يمكن ترجمة الاسم بشكل حر إلى "نبتة تورنيرا الإبرية".

## النمو
تعتبر النبتة عشبا معمرا ينمو من جذر سميك وقاعدة ساق خشبية. تصل إلى ارتفاع أقصى يبلغ 80 سم (31 بوصة). شكل الأوراق بيضاوي تقريبا مع حواف مسننة. السطح السفلي للأوراق يشبه الغدد ومغطى بوبر أبيض. قد يكون السطح العلوي أيضًا مغطى ببعض الشعر أو الوبر. طول الأوراق يصل إلى 9 سم (3.5 بوصة).

### الزهرة

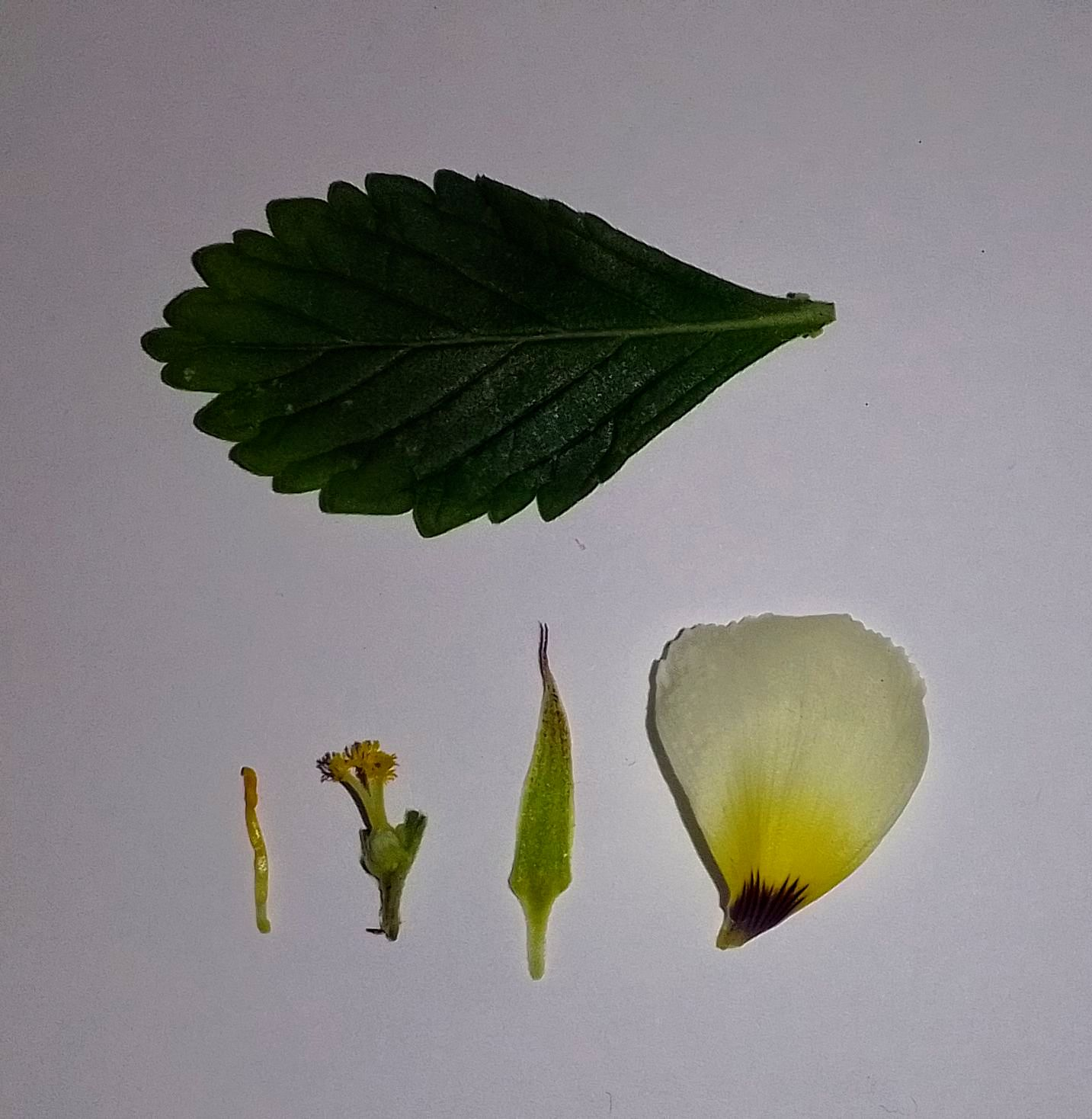
أجزاء الزهرة والأوراق من نبات تورنيرا فرعية

تنمو الأزهار في محاور الأوراق، وتكون محمولة في كؤوس زهرية على شكل غدد مغطاة بالشعر. الأزهار ذات شكل قرصي شبه قمعي، والبتلات دائرية شبه بيضاوية، وأطولها يتجاوز 3 سم (1.2 بوصة). تكون الأزهار بيضاء أو مائلة للاصفرار مع مفاصل داكنة. البقع الداكنة عند المفاصل هي هاديات رحيقية (بالإنجليزية: nectar guides)، ترجمة حرفية 'دلائل رحيقية'‏. وسط الزهرة خشن، وله ملمس وكأنه لسان قطة. تنمو الأزهار طوال العام، وتميل إلى التفتح في الصباح الباكر وتغلق حوالي الساعة 11 صباحًا.
يُلقح النبات بواسطة مجموعة متنوعة من الحشرات. من الملقحين نوع النحل بروتومليتورغا تورنيراي (بالإنجليزية: Protomeliturga turnerae)‏ الذي يفضل رحيق زهرتها دون غيرها ويعتمد عليه بالكامل في التكاثر. على سبيل المثال، يبني النحل الذكر منطقته حول النبات. ومن الحشرات الأخرى التي تم رصدها حول النبات العديد من أنواع النحل الأخرى، مثل نحل فريزيوميليتا دوديرليني (بالإنجليزية: Frieseomelitta doederleinii)‏، وبليبيا فلافوسينتا (بالإنجليزية: Plebeia flavocinta)‏، والفراشات مثل نيشونيادس ماكاريوس (بالإنجليزية: Nisoniades macarius)‏ وأوربانوس دورانتس (بالإنجليزية: Urbanus dorantes)‏، والخنفساء بريستيميروس كالكاراتوس (بالإنجليزية: Pristimerus calcaratus)‏.

### الثمار والبذور
ثمرته عبارة عن كبسولة مشعرة تحتوي على بذور ذات غلاف أبيض. يتم نشر البذور بواسطة النمل، ويحتمل أنه ينجذب إلى محتواها العالي من الدهون الليبدية.

## المظهر
مثل معظم أنواع تورنيرا الأخرى، فإن هذا النوع متباين الأقلام (heterostylous)، حيث يحتوي على شكلينمن الأزهار. الشكل "الدبوسي" (Pin) وله متاع طويلة في أزهاره، بينما النوع الآخر "الطنين" (Thrum) يحتوي على متاع قصيرة. كلا النوعين ينتجان نفس كمية حبوب اللقاح. أظهرت دراسة أن الأزهار ذات الشكل "الدبوسي" تستقبل حبوب اللقاح من أزهار "الثُرُم" بكمية أكبر من الأزهار الأخرى من نفس النوع. الجينات التي تسبب هذا التباين في حجم الشكل تتم دراستها في أبحاث حالياً. حتى الآن، تم التأكد من أن الأشكال القصيرة تحتوي على بروتينات، مثل بوليجالاكتورونازات (polygalacturonases)، والتي تكون غائبة في الأشكال الطويلة.

## الطب التقليدي
هذا النبات، مثل غيره من النباتات من جنس تورنيرا، كان يستخدم على نطاق واسع في الطب التقليدي منذ عدة قرون، وخاصة في المناطق الاستوائية وشبه الاستوائية. في أمريكا الجنوبية، يتم استخدام مستخلص أوراقها لعلاج العديد من الحالات، مثل مرض السكري وارتفاع ضغط الدم والأورام والإنقلونزا والألم المزمن والالتهابات. يتم استخدام النبات بشكل أساسي في المنطقة الشمالية الشرقية من البرازيل، حيث يتم استخدامه أيضًا لعلاج انقطاع الطمث وعسر الطمث، حيث يتم استهلاكه على بخلطه مع الشاي أو المشروبات.
على الرغم من قلة ما يُعرف عن فعاليته الطبية إلا أن هذا النيات قد أبان على خصائص مضادة للأكسدة ومضادة للبكتيريا ومضادة للالتهابات في الاختبارات، بالإضافة إلى تعديل تأثيرات بعض الأدوية.